# Saturday Night Evil
Saturday Night Evil es el segundo álbum de la banda Deathlike Silence, teniendo un total de 11 canciones. Publicado por la discográfica Spinefarm Records el 28 de enero de 2009. Posteriormente, el 10 de marzo de 2009 la banda lanzó una versión inglesa del álbum, en la cual incluían la canción Six Feet Under the Ground, anteriormente publicada en el álbum Vigor Mortis

## Grabación
El álbum fue grabado entre los años 2008 y 2009 en los estudios de Turku. El álbum fue sacado a la venta por la discográfica Spinefarm Records. El álbum también iba a contener una canción llamada The Trees, pero al final no fue incluida en el álbum. De todas formas, dicha canción sí que fue incluida en un álbum recopilatorio compuesto por canciones de varios artistas llamado Soundi Cd 2009

## Lista de canciones
| Edición Estándar |                          |                |          |  |
| N.º              | Título                   | Escritor(es)   | Duración |  |
| 1.               | «Trapped in the Night»   | Mr. Catafalque | 4:07     |  |
| 2.               | «And You Cry»            | Mr. Catafalque | 3:34     |  |
| 3.               | «Who's Gonna Bury Me»    | Mr. Catafalque | 5:00     |  |
| 4.               | «Dagon»                  | Mr. Catafalque | 4:09     |  |
| 5.               | «Till Death Tears Apart» | Mr. Catafalque | 3:27     |  |
| 6.               | «Troops of Armageddon»   | Mr. Catafalque | 3:50     |  |
| 7.               | «Shadows Fall»           | Mr. Catafalque | 4:11     |  |
| 8.               | «The Headsman»           | Mr. Catafalque | 4:31     |  |
| 9.               | «They’ll Eat Us»         | Mr. Catafalque | 4:04     |  |
| 10.              | «Moonlight Shadow»       | Oldfield       | 3:46     |  |
| 11.              | «Burning Flesh»          | Mr. Catafalque | 3:43     |  |
| 44:28            |                          |                |          |  |

| Edición inglesa |                             |                |          |  |
| N.º             | Título                      | Escritor(es)   | Duración |  |
| 12.             | «Six Feet Under the Ground» | Mr. Catafalque | 4:49     |  |
| 49:17           |                             |                |          |  |

## Videoclip
- The Headsman[6]

## Créditos
- Ms. Maya – vocalista
- Mr. Catafalque – guitarrista
- Mr. Cerberos – guitarrista
- Mr. Gehenna – batería
- Ms. Erna – teclista
- Mr. Ward – bajista

## Rendimiento
| Año  | Conteo | Semana | Posición |
| ---- | ------ | ------ | -------- |
| 2009 | Top50  | 6      | 21       |

Dado que las ventas del álbum eran bastante bajas, Deathlike Silence mostró su álbum a toda Europa para ver las críticas y puntuaciones del álbum.

### Calificaciones profesionales
- 1 de septiembre - Metal-revolution.com 81/100, Inglaterra
- 1 de septiembre - Metalmarketing.org 10/10, Inglaterra
- 1 de septiembre - Metal Express Radio 9/10, Inglaterra
- 1 de septiembre - Desibeli 4/5, Finlandia
- 1 de septiembre - Imperiumi 8/10, Finlandia
- 2 de septiembre - Antenna Metal Magazine 9/10, Inglaterra
- 2 de septiembre - Noise 4/5, Finlandia
- 2 de septiembre - Mesta.net, Finlandia
- 3 de septiembre - Metalglory 8,5/10, Alemania
- 3 de septiembre - Necroweb 10/10, Alemania
- 3 de septiembre - Female First 5/5, Inglaterra
- 3 de septiembre - Musicwaves 7/10, Francia